# Neri II Acciaiuoli
Neri II Acciaiuoli (Atenes, vers el 1409 - Atenes, 1451), era fill de Francesc Acciaiuoli, cap de la branca bastarda dels Acciaiuoli d'Atenes.
Fou duc d'Atenes i senyor de Mègara, Sició, Tebes i Livàdia des del 1435. Fou enderrocat per son germà Antoni II Acciaiuoli el 1439 però va recuperar el poder al morir Antoni el 1441. Va reconèixer la sobirania de Costantí Paleòleg (futur emperador) el febrer del 1444 i li va cedir Tebes. El mateix any va acceptar pagar tributs als otomans, que el 1446 li van retornar Tebes.
Es va casar amb Chiara Zorzi, filla de Nicola II Zorzi, Baró de Bodonitza i senyor de Karystos, la qual fou estrangulada per ordre del seu nebot Francesc II Acciaiuoli el 1456 quan era tancat a la presó de Mègara. Va morir a Atenes el 1451.